# Ilgınözü Deresi
Ilgınözü Deresi est une rivière turque de la province de Çorum coupée par le Barrage de Yenihayat, affluent de la Çorum Çayı, affluent de la Çekerek Irmağı, elle-même affluent du fleuve Yeşilırmak. 